# بتان
بتان (به فرانسوی: Bettant) یک کمون در فرانسه است که در Canton of Ambérieu-en-Bugey واقع شده‌است.

## خصوصیات
بتان ۳٫۳۷ کیلومترمربع مساحت و ۷۱۴ نفر جمعیت دارد.